# The English Historical Review
La  English Historical Review  è la più antica rivista accademica storica in lingua inglese esistente al mondo. Sottoposta a revisione paritaria, è pubblicata ogni bimestre dall'Oxford University Press.

## Descrizione
Fu fondata nel 1886 da John Emerich Edward Dalberg, primo barone d'Acton, che era Regius Professor di Storia Moderna all'Università di Cambridge e Fellow all'All Souls College di Oxford.
Mediamente pubblica una decina di articoli selezionati e circa sessanta recensioni di libri ogni anno, commissionate dagli autori. I contenuti spaziano dalla storia medioevale, moderna e del XX secolo del Regno Unito, dell'Europa e del mondo. La rivista pubblica una rassegna stampa internazionale dei dodici mesi precedenti e indici alfabetici -quali dizionari e bibliografie- di interesse per il mondo accademico.